# Espectro (matemática)
Em matemática, o espectro de uma matriz {\displaystyle M} é o conjunto {\displaystyle \Sigma (M)} dos autovalores de {\displaystyle M}. Pode-se definir, em geral, o espectro de um elemento qualquer de uma álgebra de Banach.

## Definição
Seja {\displaystyle (A,+,*,\mathbb {C} )} uma álgebra de Banach complexa munida com uma identidade multiplicativa {\displaystyle I}. Definimos o espectro de um elemento {\displaystyle a\in A} por
{\displaystyle \sigma (a)=\{\lambda \in \mathbb {C} {\mbox{ tal que  }}a-\lambda I\notin inv(A)\}.}
onde {\displaystyle inv(A)} é o conjunto dos elementos invertíveis de {\displaystyle A}.

## Exemplo 1
Seja {\displaystyle A=M_{n}(\mathbb {C} )} a álgebra das matrizes quadradas de ordem n, com entradas complexas e munidas com a seguinte norma:
{\displaystyle \|A\|=\inf\{c:\|Av\|\leq c\|v\|{\mbox{ para todo }}v\in M_{n}(\mathbb {C} )\}.}
Para uma matriz {\displaystyle M}, segue da definição que {\displaystyle \sigma (M)} coincide com o conjunto dos autovalores de {\displaystyle M}, isto é, o conjunto dos {\displaystyle \lambda }'s em {\displaystyle \mathbb {C} } que satisfazem 
{\displaystyle det(M-\lambda I)\neq 0}.

## Exemplo 2
Seja {\displaystyle X} um espaço topológico de Hausdoff compacto. A norma do supremo
{\displaystyle \|f\|_{\infty }=\sup \left\{\,\left|f(x)\right|:x\in \ X\right\},}
define uma estrutura de álgebra de Banach sobre a álgebra das funções a valores complexos sobre {\displaystyle X}, espaço denotado por {\displaystyle C(X,\mathbb {C} )}, ou simplesmente {\displaystyle C(X)}.
Em {\displaystyle C(X)}, é fácil mostrar que o espectro de uma função {\displaystyle f} coincide com sua imagem.

## Aplicações
Segue da definição que o espectro de um elemento {\displaystyle a} de uma álgebra de Banach é um conjunto compacto, contido no disco em {\displaystyle \mathbb {C} } centrado na origem e de raio {\displaystyle ||a||}.
O conceito de espectro é amplamente utilizado na análise funcional, e principalmente na teoria de álgebras C*. Um resultado importante que envolve espectro é conhecido como o Teorema Espectral.
Uma das consequências do teorema espectral é a seguinte: dado um operador limitado {\displaystyle T} sobre um espaço de Hilbert da forma {\displaystyle L^{2}(X,\mu )}, (onde {\displaystyle (X,\mu )} é um espaço de medida), pode-se definir de forma satisfatória {\displaystyle f(T)}, para qualquer função contínua em {\displaystyle C(\sigma (A))}. Este procedimento é conhecido como cálculo funcional contínuo.